# Герхард VI (граф Ольденбурга)
Герхард (Герд) VI Храбрый (нем. Gerhard (Gerd) der Mutige (der Streitbare) von Oldenburg; 1430 — 22 февраля 1500) — граф Ольденбурга и регент Дельменхорста в 1440—1482 годах.

## Биография
Герхард был третьим сыном графа Дитриха и его жены Хелвиг Гольштейнской, соответственно его год рождения указан как 1430 (первый сын — 1426, второй — 1428). На самом деле, он мог родиться позднее — около 1437.
Его старший брат Кристиан VI наследовал отцу, но в 1448 году был избран королём Дании и через два года отказался от графства в пользу братьев — Морица IV и Герхарда VI.
В 1448—1463 годах Герхард VI правил в Дельменхорсте как регент и в 1464—1482 годах (после смерти брата — Морица IV) как опекун Якоба — своего племянника.
Воевал с архиепископом Бремена Герхардом III, фризами, графами Гойи, в том числе занимался пиратством. В 1482 году был вынужден передать владения сыновьям и уехать из страны.

## Семья и дети
В 1453 году (между 28 февраля и 2 марта) Герхард взял в жены Адельгейду (ок. 1435 — 2 марта 1477), дочь графа Оттона VII фон Текленбурга. У них было 11 детей:
- Герхард (1454—1470)
- Дитрих (ок. 1456—1463)
- Адольф (1458 — 17.02.1500), граф Ольденбурга
- Кристиан (1459- 27.05.1492)
- Иоганн V (1460 — 10.02.1526), граф Ольденбурга
- Оттон (ум. 17.02.1500) — канонник в Бремене
- Елизавета (1468 — 12.09.1505)
- Анна (1469 — 26.09.1505)
- Ирмгарда — замужем за Геро Оомкенс фон Эзенс
- Гедвига (Хайльвиг) (ок. 1473 — 22.02.1502), с 1498 замужем за Эдо Вимкеном-младшим
- Адельгейда (ум. 1513), с 1503 жена Дитриха III фон Плессе.